# Appello di Heidelberg
L'Appello di Heidelberg, di Michel Salomon, è stato un appello diretto contro le scoperte dell'IPCC. Lo scopo dell'Appello di Heidelberg è stato simile alla pubblicazione successiva Dichiarazione di Lipsia. Prima della pubblicazione, Fred Singer, che aveva promosso numerose petizioni come l'Appello di Heidelberg, e Michel Salomon, avevano organizzato una conferenza in Heidelberg, che si riferiva a quel documento. Esso fu pubblicato l'ultimo giorno del summit di Rio del 1992 e metteva in guardia i governi dal fondare le loro politiche su quelle ambientaliste, che essi consideravano argomenti pseudoscientifici o falsi e basati su dati non rilevanti." Fu esposto dall'industria del tabacco e da quella dell'asbesto, per sostenere la Coalizione Globale sul Clima. Secondo il Centro per i Media e la Democrazia l'appello è "un raggiro perpetrato dalle industrie dell'asbesto e del tabacco a sostegno della Coalizione Globale sul Clima". Entrambe le industrie non avevano un interesse diretto alla negazione dei cambiamenti climatici globali, ma piuttosto desideravano promuovere la loro agenda secondo la quale sostanzialmente la scienza emergente da ricerche finanziate dall'industria è buona scienza e quella che le contraddice (come la scienza ambientalista) è cattiva scienza o "scienza spazzatura". È necessario provare che le industrie dell'asbesto e del tabacco finanzino questi eventi.

## Sottoscrivere per che cosa?
La tecnica usata dal gruppo di Salomon per elencare i membri dello establishment scientifico da associare al diniego dei cambiamenti climatici con una loro firma dell'Appello, fu piuttosto unica. È importante notare che a quei tempi alcune componenti del movimento ambientalista erano contrarie alla scienza e alla tecnologia. Essi rimproveravano agli scienziati, come alle industrie, di danneggiare l'ecologia del pianeta.
La maggior parte delle firme sul documento erano per un appello alla società affinché dedicassero maggior attenzione agli scienziati invece che ai molti irrazionali attivisti dell'ambiente e della salute. Essi obiettavano nella misura in cui stavano perdendo le loro posizioni privilegiate tipo "rivolgiti alle autorità" in queste materie riguardanti salute e ambiente. Essi non vedevano questo come un'affermazione di diniego dei cambiamenti climatici. 
Uno dei firmatari, il premio Nobel per la fisica Philip Warren Anderson, un professore di fisica all'Università di Princeton, citava la continua dispersione dei clorofluorocarbonati (CFC) come primo esempio di situazione di rischio ambientale identificata dagli scienziati. Egli lamentava che, nonostante la disapprovazione della scienza, i CFC continuassero a essere dispersi come risultato di interessi industriali e diniego di danno potenziale. Egli asseriva che:
È un fatto servile mantenere in funzione gli impianti [che producono] CFC. [... Comunque ... ] gli industriali e non gli scienziati sono da biasimare per gran parte del degrado ecologico del pianeta.
Egli concordava con Salomon nell'attaccare gli animalisti come:
…chiaramente irrazionali?" [... ] "Ciò è ovvio quando essi ricorrono all'illegalità e alla violenza per propagandare i loro fini". Tali forze "rendono il pubblico spaventato dalla scienza"
Non esiste alcuna copia del documento originale sottoscritto, ma i partecipanti hanno fin d'allora sostenuto che il documento che avevano firmato era un'affermazione-madre sulla necessità di seguire una scienza migliore nel trattare prodotti pericolosi e relativi alla salute. Comunque, quando fu consegnato e pubblicato il Progetto per una politica scientifica e ambientale di Fred Singer, fu aggiunta una specifica citazione sul cambiamento climatico nel passaggio introduttivo e nel testo rilasciato alla stampa.  Esso fu attentamente rilasciato in coincidenza con l'apertura del Summit di Rio sulla Terra.

## Successo?
L'Appello di Heidelberg fu accolto entusiasticamente da grandi imprese e critici individuali sul movimento ambientalista. Gruppi di esperti conservatori citano spesso l'Appello di Heidelberg come prova che gli scienziati respingono la teoria del riscaldamento globale come un contenitore di altri rischi sulla salute associati alle moderne scienza e industria. Il suo nome è stato successivamente adottato dalla Fondazione Olandese dell'Appello di Heidelberg, nata nel 1993 per discutere i rischi per la salute relativi ai nitrati nei cibi e ai batteri resistenti agli antibiotici. L'Appello di Heidelberg fu promosso nel 1993 dal Centro Internazionale per l'Ecologia scientifica, un gruppo istituito da Michael Salomon "che era considerato importante nei piani della Philip Morris per creare un gruppo in Europa analogo all'Advancement of Sound Science Coalition (TASSC)

## Origini
Michel Salomon fu l'editore della rivista parigina Projections. Essi hanno già avuto successo con:
- TASSC (The Advancement of Sound Science Coalition) negli USA con Steven Milloy,
- SEPP (Science & Environmental Policy Project), diretta da Fred Singer e parzialmente collegata a TASSC.
- ESEF (European Science and Environment Forum) diretta da Roger Bate in trasferta dall'Institute of Economic Affairs a Londra.

A seguito dell'Appello di Heidelberg, Salomon fondò l'ICSE (o "CIES") che è in più parti citato nei documenti degli archivi del tabacco come International Center for a Scientific Ecology o, in Francia, il Centre International pour une Écologie Scientifique. A proposito dell'Appello egli scrisse:
 ... noi riunimmo ad Heidelberg circa cinquanta scienziati famosi, tra i quali i Premi Nobel Rita Levi Montalcini e Manfred Eigen, come medici, sociologi, moralisti e membri dello staff editoriale di Projections. Essi provenivano da una gamma di discipline, da vari paesi europei, compresa la ex Unione Sovietica, e avevano punti di vista diversi su molte questioni.
Perché Heidelberg? Noi volevamo incontrarci in una prestigiosa città universitaria europea. Sarebbero andate ugualmente bene anche Oxford o Cambridge. Ricevemmo un caldo benvenuto all'inizio del nostro giro per la città dell'Università dal cardiologo Gothard Schettler, Vice Presidente dell'Accademia delle Scienze di Heidelberg, e dal Professore Harald zur Hausen presso l'Istituto di Ricerca sul Cancro. 
L'incontro ad Heidelberg fu vivace e fruttuoso. Esperti in clorofluorocarbonati (CFC), diossine, radiazioni e asbesto riassunsero le ultime ricerche epidemiologiche e altre ricerche sull'impatto di queste sostanze sulla salute, e le loro conclusioni furono discusse dai membri del meeting. Ma le questioni dell'incipiente Summit della Terra preoccupavano troppo i partecipanti per fermarli alle pure discussioni tecniche. Noi non eravamo quindi troppo sorpresi quando numerose voci sorsero chiedendo che il gruppo discutesse su Rio e adottasse una posizione definita in materia.

Noi avremmo piuttosto anticipato questa reazione. Un testo iniziale che noi avevamo fatto girare presso i nostri amici a Parigi aveva già ottenuto cinquanta firme. Noi lo presentammo ad Heidelberg. Esso fu discusso paragrafo per paragrafo, parola per parola. La Dichiarazione di Heidelberg nella sua presente versione fu il risultato di queste discussioni.

## ICSE
Il Consiglio del Centro:
- Mr Pierre Joly. Presidente dell'Association Francaise pour la Recherche Therapeutique: ex Presidente dell'International Federation of Pharmaceutical Manufacturers Association.
- Mr Constant Burg. Membro onorario del Consiglio di Stato; amministratore delegato onorario dell'INSERM, Presidente dell'Istituto Curie.
- Mr Gilbert Rutman. Ingegnere minerario capo, Presidente del Conseil National des ingénieurs et des Scientifiques de France:
- Prof. S. Fred Singer, Dottore in Scienze Fisiche. Presidente del Progetto di Politiche Scientifiche ed Ambientali: ex direttore del programma satellitare meteorologico USA; Decano della Scuola di Scienze Ambientali. Università di Miami: Vice Assistente Amministratore di US EPA:
- Mr Gary Nash. Segretario Generale del Consiglio Internazionale sui Metalli e l'Ambiente (ICME); ex Direttore Generale del Dipartimento del Canada sull'Energia, Miniere e Risorse
- Dr. Michel Salomon. Coordinatore dell'Appello di Heidelberg; ex giornalista scientifico; editore di rivista.

Il contatto dell'industria britannica del tabacco con l'ICSE (che implicava la capacità di controllare e censurare le loro affermazioni pubbliche) fu condotto attraverso uno dei consulenti di lungo periodo dell'industria del tabacco, Peter N Lee.